# Junjō
Junjō (純情?) è un film del 2010 diretto da Satoshi Kaneda e basato sul manga omonimo di Hyōta Fujiyama.

## Trama
Lo scrittore freelance Keisuke Tozaki rincontra dopo molti anni il suo primo amore, Shōsei Kurata, insieme al quale aveva frequentato il liceo. Tra i due scoppia la passione ed iniziano una relazione amorosa, ma la gelosia di Kurata è causa di diversi problemi. Un giorno però Kurata si reca a casa di Tozaki e al suo interno vi trova un altro ragazzo, Senpai Miyata, che scopre essere il datore di lavoro di Tozaki nonché suo ex ragazzo. Impazzito dalla gelosia Kurata tenta di violentare Tozaki ma poi invece lascia la casa. Qualche giorno dopo Kurata viene contattato da Miyata, il quale cerca di fargli capire che tra lui e Tozaki non c'è più nulla da molto tempo. Qualche sera dopo Kurata torna a casa di Tozaki su suo invito e lì i due fanno pace e riprendono la loro relazione.
Per poter stare interamente con lui nei weekend, Kurata si mette a lavorare sempre più duramente e finisce con l'ammalarsi. Curato amorevolmente da Tozaki, Kurata riesce a riprendersi in fretta. Tempo dopo Tozaki riceve un incarico importante: scrivere circa la proiezione di un film e si reca al cinema insieme a Miyata. Kurata, recatosi anch'egli al cinema, li vede insieme e sospetta che tra i due ci sia qualcosa. Quella sera stessa a casa di Tozaki fa la solita scenata di gelosia provocando una crisi di pianto in Tozaki che scappa di casa e si mette a girovagare per le strade della città.
Miyata si incontra con Tozaki e, dopo aver cercato di convincerlo a lasciarsi con Kurata, tenta di baciarlo. Tozaki però lo respinge dicendo di amare Kurata. Passa qualche giorno e Tozaki pubblica un'inserzione pubblicitaria mostrante il mare e con scritto che vuole di nuovo avere accanto la persona che ama. Kurata, vista la pubblicità, telefona al ragazzo e gli dà appuntamento sulla spiaggia. Lì i due ragazzi si riappacificano e ritornano insieme.